# Hubbardston (Massachusetts)
Hubbardston es un pueblo ubicado en el condado de Worcester en el estado estadounidense de Massachusetts. En el Censo de 2010 tenía una población de 4.382 habitantes y una densidad poblacional de 40,28 personas por km².

## Geografía
Hubbardston se encuentra ubicado en las coordenadas 42°29′23″N 72°0′10″O / 42.48972, -72.00278. Según la Oficina del Censo de los Estados Unidos, Hubbardston tiene una superficie total de 108.78 km², de la cual 106.37 km² corresponden a tierra firme y (2.21%) 2.41 km² es agua.

## Demografía
Según el censo de 2010, había 4.382 personas residiendo en Hubbardston. La densidad de población era de 40,28 hab./km². De los 4.382 habitantes, Hubbardston estaba compuesto por el 97.44% blancos, el 0.59% eran afroamericanos, el 0.05% eran amerindios, el 0.48% eran asiáticos, el 0% eran isleños del Pacífico, el 0.39% eran de otras razas y el 1.05% pertenecían a dos o más razas. Del total de la población el 1.44% eran hispanos o latinos de cualquier raza.